# Liste des sénateurs de la Haute-Garonne

## Sénateurs de laHaute-Garonnesous laIIIeRépublique
- Gabriel Lacoste de Belcastel, de 1876 à 1879
- Joseph Pourcet, de 1876 à 1879
- Jean-François Sacaze, de 1876 à 1879
- Adrien Hébrard, de 1879 à 1897
- Paul de Rémusat, de 1879 à 1897
- Victor Camparan, de 1879 à 1906
- Louis Féral, de 1886 à 1889
- Ernest Constans, de 1889 à 1906
- Valentin Abeille, de 1897 à 1902
- Camille Ournac, de 1897 à 1920
- Victor Bougues, de 1902 à 1907
- Edmond Caze, de 1906 à 1907
- Raymond Leygues, de 1906 à 1920
- Jean Bepmale, de 1907 à 1920
- Honoré Leygue, de 1907 à 1924
- Jean Cruppi, de 1920 à 1924
- Raymond Blaignan, de 1920 à 1933
- Fabien Duchein de 1920 à 1933
- Jean-Marie Saint-Martin, de 1924 à 1928
- Paul Feuga, de 1924 à 1933
- Simon Savignol, de 1928 à 1938
- Eugène Rouart, de 1933 à 1936
- Lucien Saint, de 1933 à 1938
- Bertrand Carrère, de 1933 à 1941
- Jean-Baptiste Amat, de 1936 à 1941
- Eugène Azémar, de 1938 à 1940
- Ernest Beluel, de 1938 à 1941

## Sénateurs de la Haute-Garonne sous laIVeRépublique
- Pierre Prévost de 1946 à 1948
- André Hauriou de 1946 à 1955
- Pierre Marty de 1948 à 1958
- André Méric de 1948 à 1959
- Charles Suran de 1955 à 1959

## Sénateurs de la Haute-Garonne sous laVeRépublique

### Anciens sénateurs
- Léon Messaud de 1959 à 1971
- Charles Suran de 1959 à 1971
- André Méric de 1959 à 1988
- André Servat d'août à octobre 1971
- Marcel Cavaillé de 1971 à 1974
- Léon Eeckhoutte de 1971 à 1989
- Eugène Bonnet de 1974 à 1980
- Jean Peyrafitte de 1980 à 1998
- Gérard Roujas de 1980 à 2008
- Eugène Boyer de 1988 à 1989
- Claude Cornac de 1989 à 1996
- Maryse Bergé-Lavigne de 1989 à 2008
- Guy Lèguevaques de 1996 à 1998
- Jean-Jacques Mirassou de 2008 à 2014
- Françoise Laborde de 2008 à 2020

### Sénateurs en fonction
- Alain Chatillon (UMP puis REP) depuis 2008
- Brigitte Micouleau (UMP puis REP) depuis 2014
- Pierre Médevielle  (UDI-UC, puis UC, puis LIRT), depuis 2014
- Émilienne Poumirol (SER), depuis 2020
- Claude Raynal (SER), depuis 2020